# Atlautla
Atlautla è un comune del Messico, situato nello stato di Messico.